# Sassacus ocellatus
Sassacus ocellatus là một loài nhện trong họ Salticidae.
Loài này thuộc chi Sassacus. Sassacus ocellatus được Crane miêu tả năm 1949.